# Понтийска култура
Понтийска култура (в оригинал: Pontos Kültürü) е антропологична книга от 1996 г. на турския автор Йомер Асан за гръцките мюсюлмани от вилает Трабзон.
Книгата представя етнографията в родното село на Йомер Асан - Чорук (Τσορούκ, с официално име „Еренкьой“) в околия Оф. Тя съдържа богата колекция от разкази за местни легенди и традиции. Също така книгата представлява изследване на Понтика и нейния диалект. Авторът твърди в предговора си, че „книгата не достига културата на Понтос, а се доближава до нея“. В своята цялост книгата е и полемичен текст срещу основните националистически течения на фолклора и историографията, които са доминиращи в Турция.
През януари 2002 г., след излъчване на телевизионна програма по турската телевизия ATV книгата се превръща в център на противоречията. Автора на книгата е обвинен в предателство от националистическите кръгове в Турция, и е заплашен от поддръжници на Партията на националното действие. Книгата е забранена в същия месец поради присъда на Съда за държавна сигурност в Истанбул. Йомер Асан е обвинен в нарушаване на Закона за борба с тероризма чрез „пропагандиране на сепаратизма“. В крайна сметка авторът, книгата и издателят са оправдани през 2003 г.